# Rupert Julian
Rupert Julian (25 de gener de 1879 – 27 de desembre de 1943) va ser un actor, director, guionista i productor cinematogràfic estatunidenc.

## Biografia
El seu veritable nom era Thomas Percival Hayes, i va néixer a Whangaroa, Nova Zelanda, sent els seus pares John Daly Hayes i Eliza Harriet Hayes.
Rupert Julian va actuar en el teatre i al cinema en la seva nativa Nova Zelanda i Austràlia abans d'emigrar als Estats Units en 1911, on va començar una carrera com a actor en el cinema mut de Universal Studios.
En 1915 va començar a treballar en la direcció, sovint dirigint a la seva esposa, Elsie Jane Wilson, però la seva funció era merament rutinària fins que en 1923 va ser designat per a completar la pel·lícula Merry-Go-Round, en ser acomiadat del projecte el director original, Erich von Stroheim. Una altra destacada pel·lícula dirigida per ell va ser la producció de 1925 protagonitzada per Lon Chaney The Phantom of the Opera.
No obstant això, després de l'arribada del cinema sonor la seva carrera va començar a declinar, sent els seus últims films The Cat Creeps i Love Comes Along (tots dos de 1930).
Rupert Julian va morir en Hollywood, Califòrnia, en 1943 a causa d'un ictus. Tenia 64 anys d'edat. Va ser enterrat en el Cementiri Forest Lawn Memorial Park de Glendale, Califòrnia.

## Filmografia
| Any  | Pel·lícula                      | Actor | Director | Esposa | Guionista | Producció             | Distribució            | Gènere  | Longitud      | Estrena    | Notes |
| ---- | ------------------------------- | ----- | -------- | ------ | --------- | --------------------- | ---------------------- | ------- | ------------- | ---------- | ----- |
| 1913 | The Wife's Deceit               |       |          |        |           | Rex Prod              | Universal              | Comèdia | Curt          | 1913-12-21 |       |
| 1913 | The Mask                        |       |          |        |           | Rex Prod              | Universal              | Drama   | Curt          | 1913-12-14 |       |
| 1913 | The Blood Brotherhood           |       |          |        |           | Rex Prod              | Universal              | Drama   | Curt          | 1913-11-16 |       |
| 1913 | The Haunted Bride               |       |          |        |           | Rex Prod              | Universal              | Comèdia | Curt          | 1913-11-09 |       |
| 1913 | Two Thieves and a Cross         |       |          |        |           | Rex Prod              | Universal              | Drama   | Curt          | 1913-11-04 |       |
| 1913 | The Clue                        |       |          |        |           | Rex Prod              | Universal              | Drama   | Curt          | 1913-10-30 |       |
| 1913 | Memories                        |       |          |        |           | Rex Prod              | Universal              | Drama   | Curt          | 1913-10-16 |       |
| 1913 | Shadows of Life                 |       |          |        |           | Rex Prod              | Universal              | Drama   | Curt          | 1913-11-09 |       |
| 1913 | His Brand                       |       |          |        |           | Rex Prod              | Universal              | Drama   | Curt          | 1913-11-02 |       |
| 1913 | Genesis 4:9                     |       |          |        |           | Rex Prod              | Universal              | Drama   | Curt          | 1913-09-25 |       |
| 1913 | The Heart of a Jewess           |       |          |        |           | Victor                | Universal              | Drama   | Curt          | 1913-08-15 |       |
| 1913 | Through Strife                  |       |          |        |           | Rex Prod              | Universal              | Drama   | Curt          | 1913-07-13 |       |
| 1913 | The Peacemaker                  |       |          |        |           | Rex Prod              | Universal              | Drama   | Curt          | 1913-03-23 |       |
| 1913 | Troubled Waters                 |       |          |        |           | Rex Prod              | Universal              | Drama   | Curt          | 1913-03-09 |       |
| 1913 | His Sister                      |       |          |        |           | Rex Prod              | Universal              | Drama   | Curt          | 1913-02-09 |       |
| 1914 | The Master Key                  |       |          |        |           | Universal             | Universal              | Drama   | serial        | 1914-11-16 |       |
| 1914 | A Law Unto Herself              |       |          |        |           | Rex Prod              | Universal              | Drama   | Curt          | 1914-11-08 |       |
| 1914 | Daisies                         |       |          |        |           | Rex Prod              | Universal              | Drama   | Curt          | 1914-09-03 |       |
| 1914 | Out of the Depths               |       |          |        |           | Rex Prod              | Universal              | Drama   | Curt          | 1914-08-20 |       |
| 1914 | The Hole in the Garden Wall     |       |          |        |           | Rex Prod              | Universal              | Drama   | Curt          | 1914-08-23 |       |
| 1914 | The Midnight Visitor            |       |          |        |           | Rex Prod              | Universal              | Drama   | Curt          | 1914-08-09 |       |
| 1914 | Behind the Veil                 |       |          |        |           | Rex Prod              | Universal              | Drama   | Curt          | 1914-08-02 |       |
| 1914 | The Pursuit of Hate             |       |          |        |           | Rex Prod              | Universal              | Drama   | Curt          | 1914-06-14 |       |
| 1914 | Closed Gates                    |       |          |        |           | Rex Prod              | Universal              | Drama   | Curt          | 1914-06-07 |       |
| 1914 | Avenged                         |       |          |        |           | Rex Prod              | Universal              | Drama   | Curt          | 1914-05-24 |       |
| 1914 | The Triumph of Mind             |       |          |        |           | Bison Motion Pictures | Universal              | Drama   | Curt          | 1914-05-23 |       |
| 1914 | The Career of Waterloo Peterson |       |          |        |           | Rex Prod              | Universal              | Drama   | Curt          | 1914-05-10 |       |
| 1914 | An Episode                      |       |          |        |           | Rex Prod              | Universal              | Drama   | Curt          | 1914-04-30 |       |
| 1914 | In the Days of His Youth        |       |          |        |           | Rex Prod              | Universal              | Drama   | Curt          | 1914-03-28 |       |
| 1914 | The Spider and Her Web          |       |          |        |           | Rex Prod              | Universal              | Drama   | Curt          | 1914-03-26 |       |
| 1914 | A Modern Fairy Tale             |       |          |        |           | Rex Prod              | Universal              | Drama   | Curt          | 1914-03-08 |       |
| 1914 | The Weaker Sister               |       |          |        |           | Rex Prod              | Universal              | Drama   | Curt          | 1914-03-01 |       |
| 1914 | The Merchant of Venice          |       |          |        |           | Universal             | Universal              | Drama   | Feature       | 1914-02-01 |       |
| 1914 | Woman's Burden                  |       |          |        |           | Rex Prod              | Universal              | Drama   | Curt          | 1914-02-22 |       |
| 1914 | An Old Locket                   |       |          |        |           | Rex Prod              | Universal              | Drama   | Curt          | 1914-02-15 |       |
| 1914 | The Coward Hater                |       |          |        |           | Rex Prod              | Universal              | Drama   | Curt          | 1914-02-08 |       |
| 1914 | The Leper's Coat                |       |          |        |           | Rex Prod              | Universal              | Drama   | Curt          | 1914-01-25 |       |
| 1914 | The Imp Abroad                  |       |          |        |           | Victor                | Universal              | Comèdia | Curt          | 1914-01-12 |       |
| 1914 | A Fool and His Money            |       |          |        |           | Rex Prod              | Universal              | Comèdia | Curt          | 1914-01-04 |       |
| 1914 | The Female of the Species       |       |          |        |           | Rex Prod              | Universal              | Drama   | Curt          | 1914-01-01 |       |
| 1915 | The Evil of Suspicion           |       |          |        |           | Universal             | Universal              | Drama   | Curt          | 1915-12-28 |       |
| 1915 | One Hundred Years Ago           |       |          |        |           | Universal             | Universal              | Drama   | Curt          | 1915-12-23 |       |
| 1915 | The Water Clue                  |       |          |        |           | Universal             | Universal              | Drama   | Curt          | 1915-12-18 |       |
| 1915 | Gilded Youth                    |       |          |        |           | Universal             | Universal              | Drama   | Curt          | 1915-11-02 |       |
| 1915 | A White Feather Volunteer       |       |          |        |           | Universal             | Universal              | Drama   | Curt          | 1915-11-04 |       |
| 1915 | The Wolf's Den                  |       |          |        |           | Navajo Films          | Asso Film Sales        | Western | Curt          | 1915-10-09 |       |
| 1915 | Jewel                           |       |          |        |           | Universal             | Universal              | Drama   | Llargmetratge | 1915-08-30 |       |
| 1915 | A Cigarette - That's All        |       |          |        |           | Universal             | Universal              | Drama   | Curt          | 1915-08-10 |       |
| 1915 | Scandal                         |       |          |        |           | Universal             | Universal              | Drama   | Llargmetratge | 1915-07-19 |       |
| 1915 | Where the Trail Led             |       |          |        |           | Balboa Prod           | Pathé                  | Western | Curt          | 1915-07-19 |       |
| 1915 | The Pretty Sister of Jose       |       |          |        |           | Famous Players        | Paramount Pictures     | Drama   | Llargmetratge | 1915-05-31 |       |
| 1915 | The Heritage of a Century       |       |          |        |           | Paragon Films         | Kriterion Film         | Drama   | Curt          | 1915-04-05 |       |
| 1915 | The Lone Star Rush              |       |          |        |           | Climax Company        | Alliance Films         | Drama   | Llargmetratge | 1915-03-05 |       |
| 1915 | A Voice from the Sea            |       |          |        |           | Paragon Films         | Kriterion Film         | Drama   | Curt          | 1913-03-27 |       |
| 1915 | The Hawk and the Hermit         |       |          |        |           | Paragon Films         | Kriterion Film         | Drama   | Curt          | 1915-03-22 |       |
| 1915 | The Bond of Friendship          |       |          |        |           | Alhambra Films        | Kriterion Film         | Drama   | Curt          | 1915-03-13 |       |
| 1915 | Fate's Vengeance                |       |          |        |           | Paragon Films         | Kriterion Film         | Drama   | Curt          | 1915-03-08 |       |
| 1915 | A Tale of the Hills             |       |          |        |           | Paragon Films         | Kriterion Film         | Drama   | Curt          | 1915-02-22 |       |
| 1915 | A Small Town Girl               |       |          |        |           | Rex Prod              | Universal              | Drama   | Curt          | 1915-01-17 |       |
| 1916 | The Gilded Life                 |       |          |        |           | Rex Prod              | Universal              | Drama   | Curt          | 1916-12-29 |       |
| 1916 | The Right to Be Happy           |       |          |        |           | Bluebird              | Universal              | Drama   | Llargmetratge | 1916-12-25 |       |
| 1916 | The Celebrated Stielow Case     |       |          |        |           | Argosy Pictures       |                        | Drama   | Llargmetratge | 1916-12-02 |       |
| 1916 | The Bugler of Algiers           |       |          |        |           | Bluebird              | Universal              | Drama   | Llargmetratge | 1916-11-27 |       |
| 1916 | The Evil Women Do               |       |          |        |           | Bluebird              | Universal              | Comèdia | Llargmetratge | 1916-09-26 |       |
| 1916 | Bettina Loved a Soldier         |       |          |        |           | Bluebird              | Universal              | Comèdia | Llargmetratge | 1916-08-14 |       |
| 1916 | Little Boy Blue                 |       |          |        |           | Victor Film           | Universal              | Comèdia | Curt          | 1916-06-14 |       |
| 1916 | The Human Cactus                |       |          |        |           | Universal             | Universal              | Drama   | Curt          | 1916-06-29 |       |
| 1916 | The Turn of the Wheel           |       |          |        |           | Paragon Films         | Mutual Film            | Drama   | Curt          | 1916-11-13 |       |
| 1916 | Romance at Random               |       |          |        |           | Universal             | Universal              | Drama   | Curt          | 1916-06-18 |       |
| 1916 | The False Gems                  |       |          |        |           | Universal             | Universal              | Drama   | Curt          | 1916-06-11 |       |
| 1916 | The Fur Trimmed Coat            |       |          |        |           | Universal             | Universal              | Drama   | Curt          | 1916-05-30 |       |
| 1916 | Naked Hearts                    |       |          |        |           | Bluebird              | Universal              | Drama   | Llargmetratge | 1916-05-10 |       |
| 1916 | The Marriage of Arthur          |       |          |        |           | Universal             | Universal              | Drama   | Curt          | 1916-05-07 |       |
| 1916 | The Eyes of Fear                |       |          |        |           | Universal             | Universal              | Drama   | Curt          | 1916-04-06 |       |
| 1916 | The Desperado                   |       |          |        |           | Universal             | Universal              | Western | Curt          | 1916-03-22 |       |
| 1916 | The Blackmailer                 |       |          |        |           | Universal             | Universal              | Drama   | Curt          | 1916-03-05 |       |
| 1916 | John Pellet's Dream             |       |          |        |           | Universal             | Universal              | Drama   | Curt          | 1916-02-24 |       |
| 1916 | As Fate Decides                 |       |          |        |           | Universal             | Universal              | Drama   | Curt          | 1916-02-16 |       |
| 1916 | Arthur's Last Fling             |       |          |        |           | Universal             | Universal              | Drama   | Curt          | 1916-02-13 |       |
| 1916 | The Dumb Girl of Portici        |       |          |        |           | Universal             | Universal              | Drama   | Llargmetratge | 1916-04-04 |       |
| 1916 | The Red Lie                     |       |          |        |           | Universal             | Universal              | Drama   | Curt          | 1916-01-27 |       |
| 1916 | The Underworld                  |       |          |        |           | Universal             | Universal              | Comèdia | Curt          | 1916-01-15 |       |
| 1917 | The Circus of Life              |       |          |        |           | Butterfly             | Universal              | Drama   | Llargmetratge | 1917-06-04 |       |
| 1917 | The Desire of the Moth          |       |          |        |           | Bluebird              | Universal              | Western | Llargmetratge | 1917-10-22 |       |
| 1917 | The Mysterious Mr. Tiller       |       |          |        |           | Bluebird              | Universal              | Drama   | Llargmetratge | 1917-09-17 |       |
| 1917 | The Door Between                |       |          |        |           | Bluebird              | Universal              | Drama   | Llargmetratge | 1917-11-18 |       |
| 1917 | Mother O' Mine                  |       |          |        |           | Bluebird              | Universal              | Drama   | Llargmetratge | 1917-09-02 |       |
| 1917 | A Kentucky Cinderella           |       |          |        |           | Bluebird              | Universal              | Drama   | Llargmetratge | 1917-06-25 |       |
| 1917 | The Gift Girl                   |       |          |        |           | Bluebird              | Universal              | Drama   | Llargmetratge | 1917-03-26 |       |
| 1917 | The Boyhood He Forgot           |       |          |        |           | Rex Prod              | Universal              | Drama   | Curt          | 1917-03-24 |       |
| 1917 | Alone in the World              |       |          |        |           | Bluebird              | Universal              | Drama   | Curt          | 1917-01-02 |       |
| 1917 | The Savage                      |       |          |        |           | Bluebird              | Universal              | Western | Llargmetratge | 1917-11-19 |       |
| 1917 | My Little Boy                   |       |          |        |           | Bluebird              | Universal              | Drama   | Llargmetratge | 1917-12-17 |       |
| 1918 | Hands Down                      |       |          |        |           | Bluebird              | Universal              | Western | Llargmetratge | 1918-02-11 |       |
| 1918 | Midnight Madness                |       |          |        |           | Bluebird              | Universal              | Drama   | Llargmetratge | 1918-06-08 |       |
| 1918 | Fires of Youth                  |       |          |        |           | Bluebird              | Universal              | Drama   | Llargmetratge | 1918-08-26 |       |
| 1918 | The Kaiser, the Beast of Berlin |       |          |        |           | Jewel                 | Universal              | Drama   | Llargmetratge | 1918-03-19 |       |
| 1918 | Hungry Eyes                     |       |          |        |           | Bluebird              | Universal              | Western | Llargmetratge | 1918-02-11 |       |
| 1919 | The Fire Flingers               |       |          |        |           | Universal             | Universal              | Drama   | Llargmetratge | 1919-04-21 |       |
| 1919 | Creaking Stairs                 |       |          |        |           | Universal             | Universal              | Horror  | Llargmetratge | 1919-02-10 |       |
| 1919 | The Millionaire Pirate          |       |          |        |           | Bluebird              | Universal              | Drama   | Llargmetratge | 1919-02-10 |       |
| 1919 | The Sleeping Lion               |       |          |        |           | Universal             | Universal              | Drama   | Llargmetratge | 1919-06-23 |       |
| 1920 | The Honey Bee                   |       |          |        |           | American Film         | Pathé                  | Drama   | Llargmetratge | 1920-04-01 |       |
| 1922 | The Girl Who Ran Wild           |       |          |        |           | Universal             | Universal              | Western | Llargmetratge | 1922-10-09 |       |
| 1923 | The Midnight Guest              |       |          |        |           | Universal             | Universal              | Drama   | Llargmetratge | 1923-03-17 |       |
| 1923 | Merry-Go-Round                  |       |          |        |           | Universal             | Universal              | Drama   | Llargmetratge | 1923-09-03 |       |
| 1924 | Love and Glory                  |       |          |        |           | Universal             | Universal              | Western | Llargmetratge | 1924-12-07 |       |
| 1925 | Hell's Highroad                 |       |          |        |           | DeMille Pictures      | Producers Distributing | Drama   | Llargmetratge | 1925-10-18 |       |
| 1925 | Ben-Hur: A Tale of the Christ   |       |          |        |           | MGM                   | MGM                    | Drama   | Llargmetratge | 1927-10-08 |       |
| 1925 | The Phantom of the Opera        |       |          |        |           | Jewel                 | Universal              | Horror  | Llargmetratge | 1925-11-15 |       |
| 1926 | Three Faces East                |       |          |        |           | Cinema Corp           | Producers Dist Corp    | Drama   | Llargmetratge | 1926-02-03 |       |
| 1926 | Silence                         |       |          |        |           | DeMille Pictures      | Producers Dist         | Drama   | Llargmetratge | 1926-04-25 |       |
| 1927 | The Yankee Clipper              |       |          |        |           | DeMille Pictures      | Producers Dist         | Drama   | Llargmetratge | 1927-05-07 |       |
| 1927 | The Country Doctor              |       |          |        |           | DeMille Pictures      | Pathé                  | Drama   | Llargmetratge | 1927-08-22 |       |
| 1928 | The Leopard Lady                |       |          |        |           | DeMille Pictures      | Pathé                  | Drama   | Llargmetratge | 1928-01-22 |       |
| 1928 | Walking Back                    |       |          |        |           | DeMille Pictures      | Pathé                  | Drama   | Llargmetratge | 1928-05-21 |       |
| 1930 | Love Comes Along                |       |          |        |           | RKO                   | RKO                    | Drama   | Llargmetratge | 1930-01-05 |       |
| 1930 | The Cat Creeps                  |       |          |        |           | Universal             | Universal              | Horror  | Llargmetratge | 1930-11-10 |       |